# Arroyo Raggio
El arroyo Raggio es un curso fluvial que oficia de frontera interprovincial entre la Ciudad Autónoma de Buenos Aires y su vecina Provincia de Buenos Aires. Más exactamente, este arroyo sirve de frontera al transcurrir entre el norte de la Comuna 13 (más precisamente el barrio porteño de Núñez) de la Ciudad Autónoma de Buenos Aires  y el sur del Partido-Municipio de Vicente López de la  Provincia de Buenos Aires. Todo esto se ubica en el centro-este de la Argentina, junto a la ribera austral del Río de la Plata superior. 

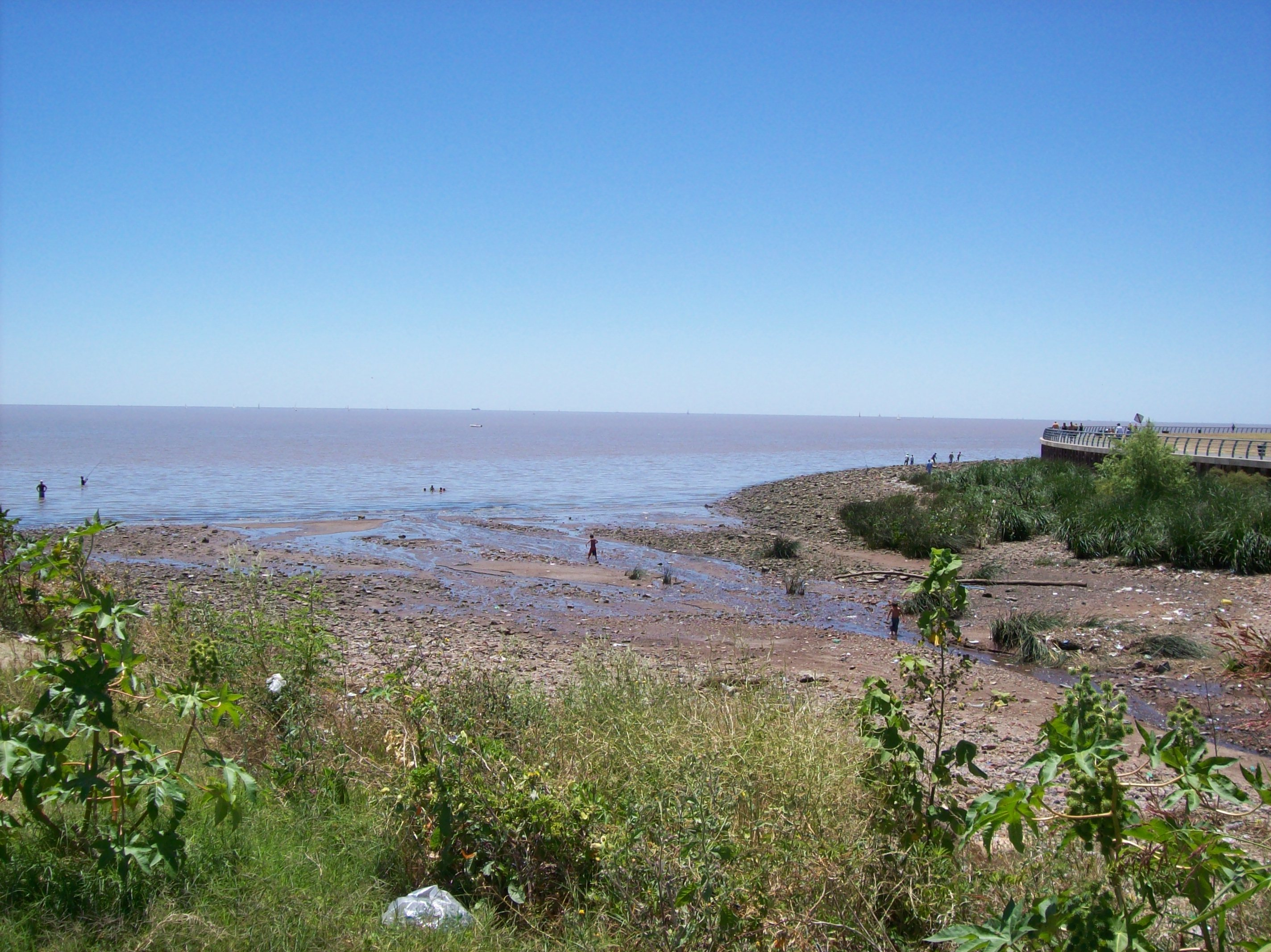
Desembocadura del arroyo Raggio en el Río de la Plata.

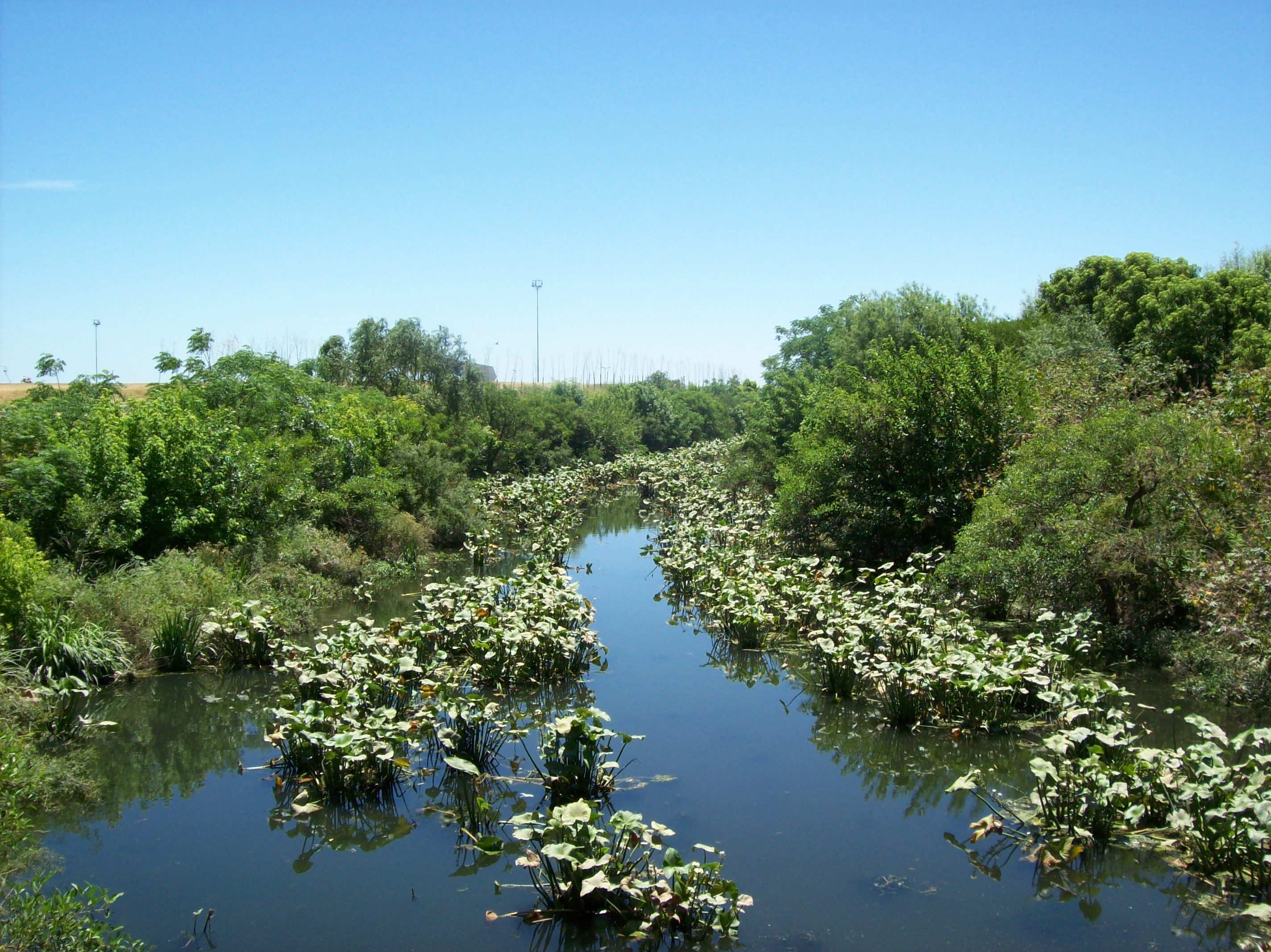
El arroyo Raggio desde el puente peatonal.

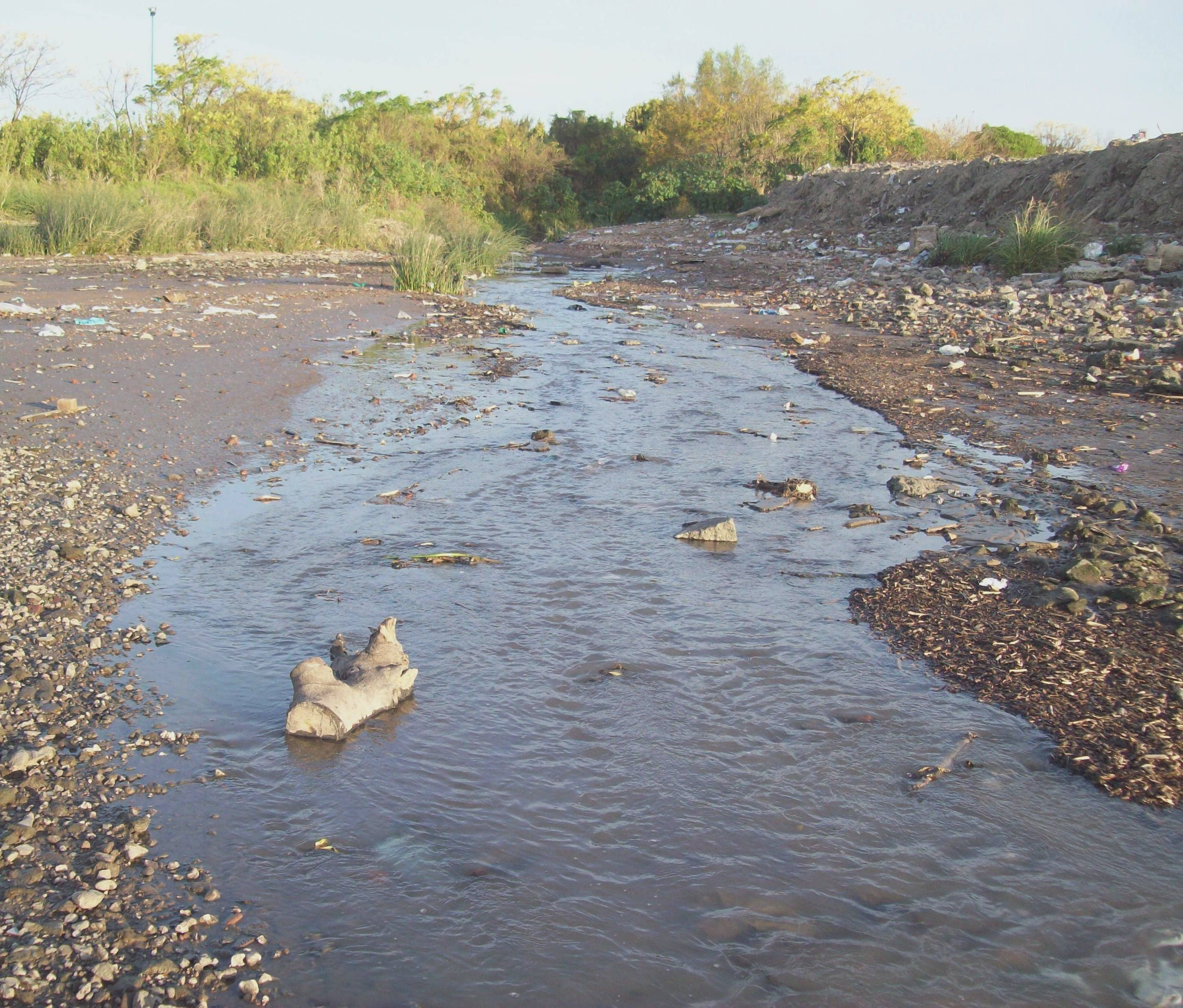
Los últimos metros del arroyo Raggio antes de desembocar en el Plata.

Es cruzado por un puente metálico peatonal de 30 metros de largo, 1,4 de ancho, y 4 metros de alto, que pudo ser inaugurado en marzo de 2004, el cual permite el paso entre los parques públicos que lo enmarcan por ambas márgenes. A 100 m, del lado de Vicente López, se encuentra el Anfiteatro Presidente Arturo Illia.
La mayor parte de su recorrido fue entubado en el año 1999, durante la gestión de Aníbal Ibarra. quedando a cielo abierto sólo su tramo final de menos de un kilómetro hasta desembocar en el Río de la Plata, en las coordenadas: 34°31′37.68″S 58°27′34.22″O / -34.5271333, -58.4595056.
Sus aguas pertenecen a la ecorregión de agua dulce Paraná inferior.

## Generalidades

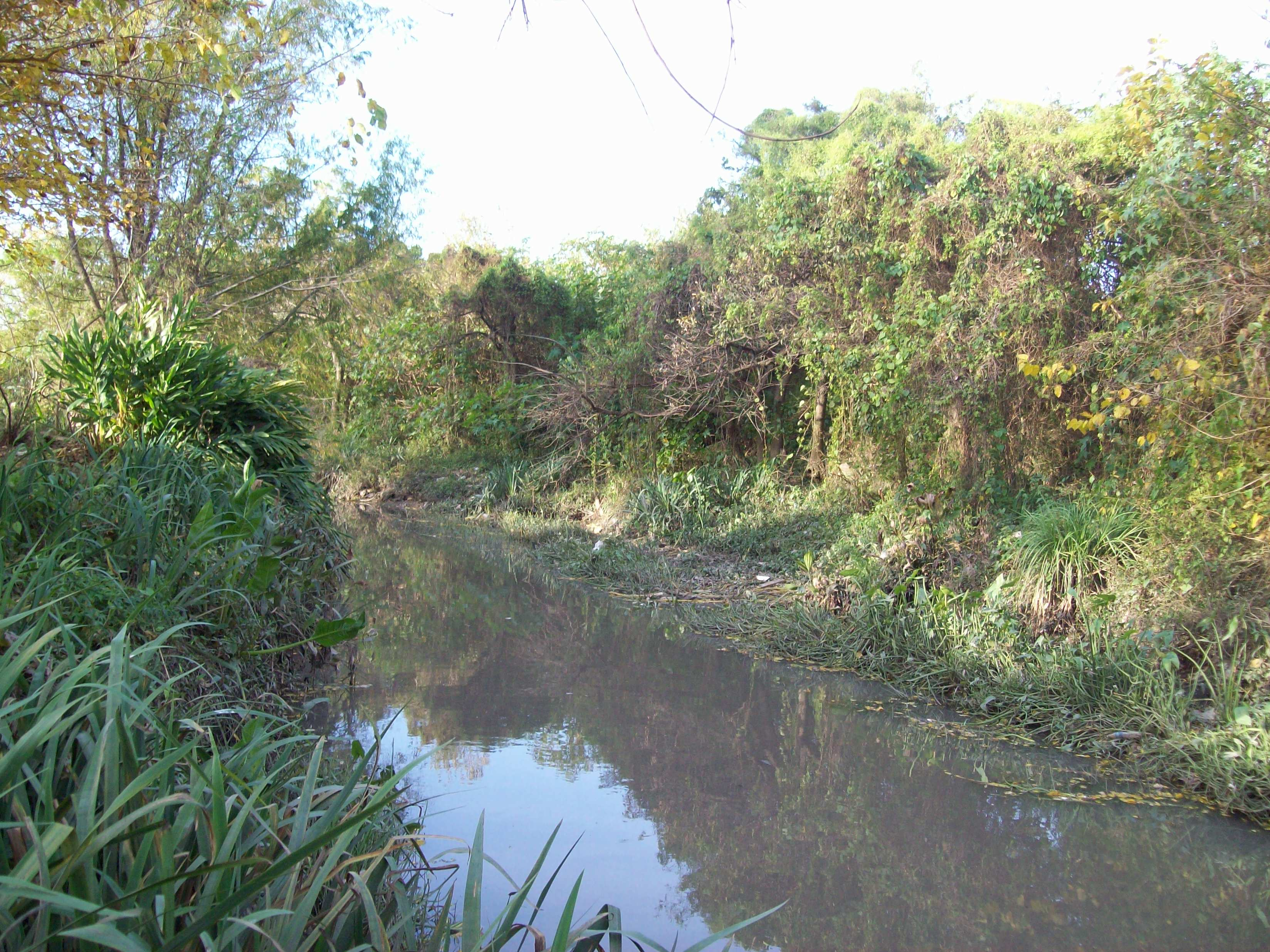
El arroyo Raggio.

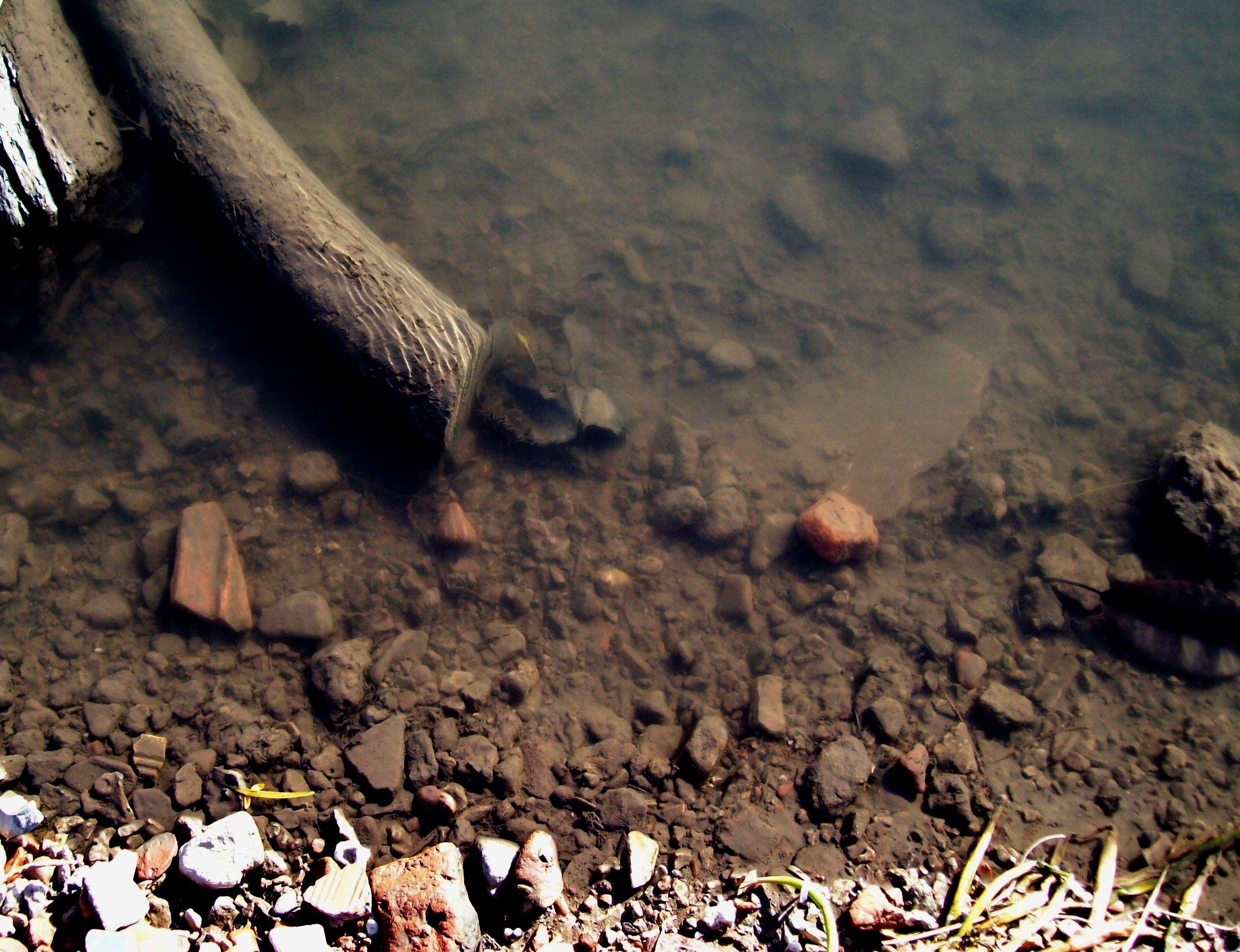
Transparencia de las aguas del arroyo Raggio.

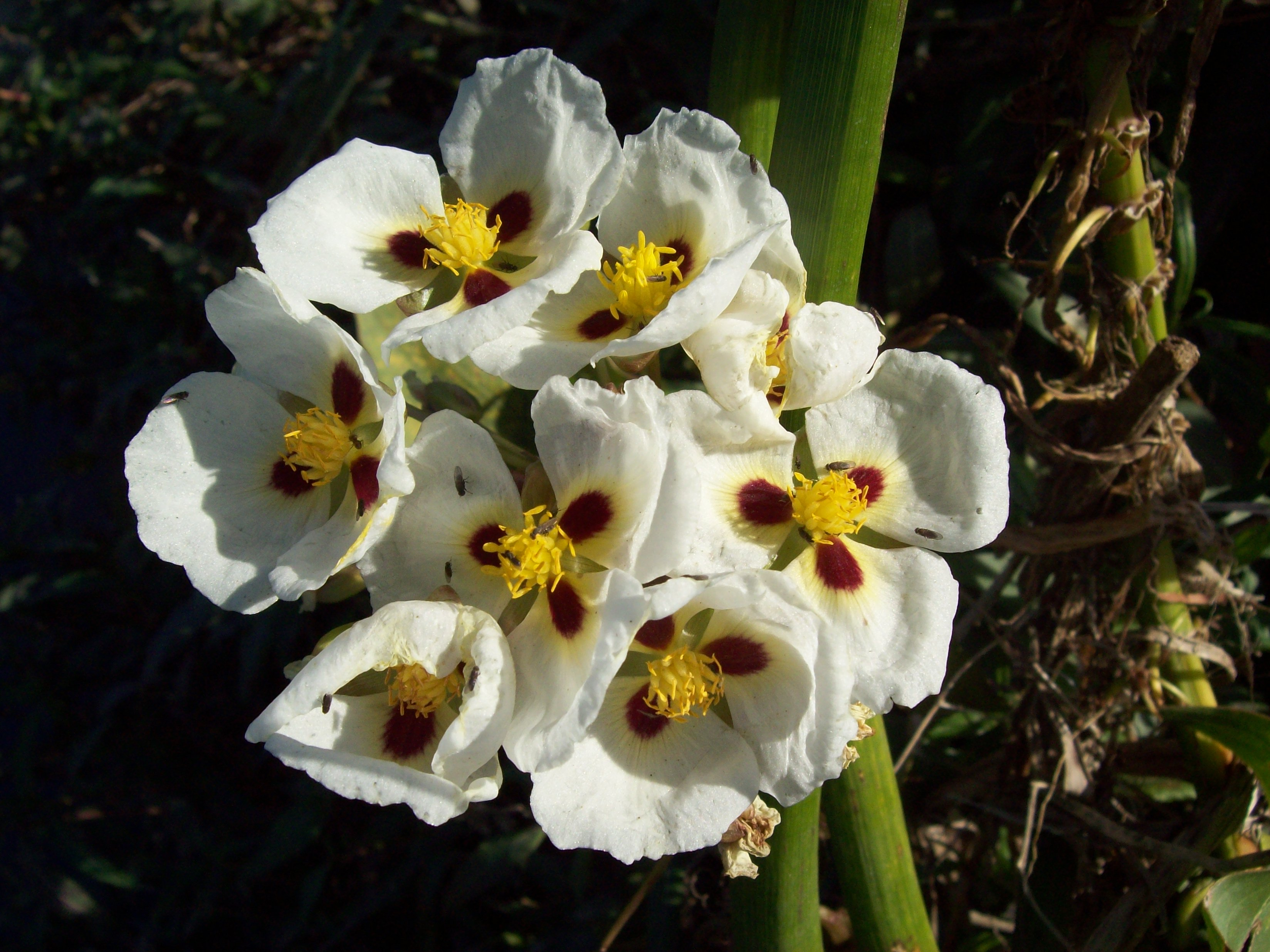
Flores de la saeta del Plata (Sagittaria montevidensis), en el arroyo Raggio.

El arroyo Raggio nace en el sector fronterizo entre el barrio de Vicente López del partido homónimo, en el sector bonaerense norte del Gran Buenos Aires, y el barrio porteño de Núñez, en el tramo en que la avenida General Paz deja de correr junto al límite norte de la ciudad y dobla penetrando  bajo en esta por las avenidas Intendente Cantilo y Leopoldo Lugones. 
Este curso fluvial tiene un trayecto a cielo abierto de sólo unos 800 metros, con un ancho máximo de alrededor de 5 metros. Corre encajonado por ambas márgenes entre áreas elevadas artificialmente mediante relleno, las que le han aportado escombros que cubren parte del fondo en algunos sectores, lo que torna a sus aguas particularmente transparentes. Otros sectores poseen limos, los que penetran en las pleamares y sudestadas desde el Río de la Plata. 
Sus aguas carecen por completo de cualquier atisbo de intrusión salina, por lo que posee una abundante vegetación acuática, tanto sumergida como anfibia. Al mantenerse siempre húmedas sus riberas ha permitido la formación de un bosque en galería, el cual si bien posee variadas especies de plantas exóticas, también cuenta con vegetación nativa, con sagitarias de bellas flores, con seibos, sauces criollos, y curupíes, con abundante avifauna subtropical.
A diferencia de la totalidad de los arroyos del gran Buenos Aires, este no posee descargas químicas ni cloacales en crudo, por lo que sus aguas presentan abundante vida acuática. Si bien los efluentes de los sanitarios del lindero Parque de los Niños son arrojados al arroyo, se lo hace luego de un proceso de descontaminación en una planta de tratamiento. Los sólidos generados son retirados por un camión atmosférico.
Estas particularidades de su ecosistema han motivado a que el 3 de setiembre de 2009 la concejal de Vicente López María Marta Maenza presentase un proyecto de resolución mediante el cual solicita que sea declarado Paseo Natural municipal la margen del arroyo Raggio, el cual aún no ha prosperado. Esto se ve sustentado en que por ambas márgenes está contenido en sendos parques públicos: en Vicente López es el Paseo de la Costa, mientras que en la ciudad de Buenos Aires es el Parque de los Niños, con una superficie de 32 ha. Como este último tiene de 10 000 a 15 000 visitantes cada fin de semana, y en el anterior la cifra asciende a 40 000, permitiría realizar sobre ellos un programa de educación ambiental centrado en el área protegida de este arroyo. Además, al estar próximo a otras áreas ya protegidas, como la reserva ecológica Ciudad Universitaria y la reserva de Vicente López, la de este arroyo se convertiría en un lazo de unión entre ellas.
Este Arroyo fue objeto de dragado para convertirlo en un amarradero. Vecinos comprometidos con el ambiente y en la protección de la costa del Río en Vicente López, agrupados en Unidos por el Rio, el 22 de noviembre de 2016, evitaron la destrucción del Arroyo. Luego, a través de un Amparo Ambiental, lograron su protección legal.